# Lara Wendel
Lara Wendel (geboren Daniela Rachele Barnes, München, 29 maart 1965) is een Duitse voormalige actrice die voornamelijk actief was in Italiaanse films en televisieseries.

## Leven
Wendel is de dochter van de Duitse actrice Britta Wendel en van de Amerikaanse voetballer en filmacteur Walt Barnes. Ze maakte haar debuut op slechts vier jaar oud als een model voor advertenties, en op zevenjarige leeftijd maakte ze haar filmdebuut in de giallo-film My Dear Killer (1972) van Tonino Valerii. Ze verscheen ook als Mario Adorfs dochter Rita in Manhunt (1972), geregisseerd door Fernando Di Leo, en als de jonge Silvia in The Perfume of the Lady in Black (1974), geregisseerd door Francesco Barilli.
Wendel had haar eerste hoofdrol op 12-jarige leeftijd in het controversiële erotische coming of age drama Maladolescenza (1977), die zowel naaktheid als gesimuleerde seks tussen minderjarige tieners betrof. De film is ook in meerdere landen verboden, omdat het als kinderpornografie wordt beschouwd. Later verscheen ze in andere controversiële films, gekenmerkt door verhaallijnen met incest en ongepaste relaties tussen volwassenen en adolescenten, zoals La petite fille en velours bleu (Little Girl in Blue Velvet, 1978), Mimi (1979) en Desideria: La vita interiore (1980).
Vanaf de jaren 80 was ze vooral actief in Italiaanse horrorfilms zoals Dario Argento's Tenebrae (1982), Midnight Killer (1986) van Lamberto Bava en Killing Birds: Raptors (1988) van Joe D'Amato. Ze stopte met acteren op haar 28e.

## Filmografie
- 1972: My Dear Killer (als Daniela Rachele Barnes)
- 1972: Manhunt (onvermeld)
- 1972: Girolimoni, il mostro di Roma (The Assassin of Rome) (onvermeld)
- 1972: La mala ordina
- 1973: Senza ragione (Redneck) (als Daniela Barnes)
- 1973: Amarcord
- 1974: The Perfume of the Lady in Black (als Daniela Barnes)
- 1977: Maladolescenza
- 1978: La petite fille en velours bleu (Little Girl in Blue Velvet)
- 1979: Ernesto
- 1979: Mimi
- 1979: Ring of Darkness
- 1980: Desideria: la vita interiore (Desire, the Interior Life)
- 1981: Il falco e la colomba (The Hawk and the Dove)
- 1981: I ragazzi di celluloide (miniserie)
- 1982: Tenebrae
- 1982: Identification of a Woman
- 1983: Vai alla grande (Ciao Kids)
- 1984: Fatto su Misura
- 1985: A me mi piace
- 1986: La piovra 2 (miniserie)
- 1986: Midnight Killer
- 1987: Intervista
- 1987: Un'Australiana a Roma (An Australian in Rome) (tv-film)
- 1988: Killing Birds: Raptors
- 1988: Ghosthouse
- 1988: I Frati Rossi (The Red Monks)
- 1990: College (tv-serie)
- 1991: Husband and Lovers
- 1992: La villa del venerdi
- 1992: Die Ringe des Saturn (televisiefilm)
- 1993: Requiem for Voice and Piano (tv-film)